# 96-й батальон Канадского экспедиционного корпуса
96-й батальон Канадского экспедиционного корпуса — подразделение Канадского экспедиционного корпуса во время Первой мировой войны.
Батальон был создан 28 ноября 1915 г. и проводил набор солдат в Саскатуне и прилегающих территориях. Отплыл в Великобританию 27 сентября 1916 г., где личный состав вошёл в состав 92-го батальона. Подразделение расформировалось 8 октября 1916 г.  Батальоном командовал подполковник Д. Гленн с 6 по 8 октября 1916 г.